# Peter Schlickenrieder
Peter Schlickenrieder (Tegernsee, 16 de febrero de 1970) es un deportista alemán que compitió en esquí de fondo.
Participó en dos Juegos Olímpicos de Invierno, obteniendo una medalla de plata en Salt Lake City 2002, en la prueba de velocidad individual, y el cuarto lugar en Lillehammer 1994, en la prueba de relevo.

## Palmarés internacional
| Juegos Olímpicos | Juegos Olímpicos                | Juegos Olímpicos | Juegos Olímpicos     |
| Año              | Lugar                           | Medalla          | Prueba               |
| ---------------- | ------------------------------- | ---------------- | -------------------- |
| 2002             | Salt Lake City (Estados Unidos) | Medalla de plata | Velocidad individual |